# Mordellistena cinereonotata
Mordellistena cinereonotata es una especie de coleóptero de la familia Mordellidae.

## Distribución geográfica
Habita en Panamá.